# Arc Suite T/Pi T/Po
Arc Suite T/Pi T/Po ist ein Jazzalbum von Mario Pavones Formation  Orange Double Tenor. Die am 10. Juni 2010 entstandenen Aufnahmen erschienen 2010 auf dem Label Playscape Recordings.

## Hintergrund
Pavone nahm das Album Arc Suite T/Pi T/Po mit seiner Formation Mario Pavone Orange Double Tenor auf, mit der er bereits 2008 das Album Ancestors eingespielt hatte. Während Ancestors ein Quintettalbum mit den beiden Saxophonisten Tony Malaby und Jimmy Greene war, wurden bei der ,Arc Suite’ neben Malaby (Tenor- und Sopransaxophon) und Greene (Tenorsaxophon) weitere Bläser hinzugezogen; Dave Ballou spielt Trompete und Kornett auf dem ganzen Album, Steven Bernstein Zugtrompete im letzten Stück „17 Note“. Die Rhythmusgruppe besteht neben Pavone am Bass aus Peter Madsen und Gerald Cleaver.

## Titelliste
- Mario Pavone Orange Double Tenor: Arc Suite T/Pi T/Po (Playscape Recordings PSR 061010)[1]

1. Continuing 7:18
2. East Arc 9:59
3. Poles 6:14
4. Nokimo 1:47
5. West of Crash 5:29
6. Half Dome (For Bill Dixon) 1:50
7. The Dom 7:43
8. Silver Print 5:08
9. Dome 1:08
10. T/Pi T/Po 5:14
11. Mid Code 2:51
12. 17 Note 4:47

Alle Kompositionen stammen von Mario Pavone.

## Rezeption
Nach Ansicht von Nic Jones, der das Album in All About Jazz rezensierte, sei diese Veröffentlichung ein Meilenstein für den damals 70-jährigen Bassisten und Bandleader. Obgleich er auf die 1960er-Jahre zurückblickt hatte, um sich für diese Musik inspirieren zu lassen, sei ihm gelungen, ein Programm zusammenzustellen, das mit zeitgenössischen Werten lebe. Die perfekte Verbindung von Band und dem Komponisten als Anführer zeige sich etwa in „East Ark“, wo die Tenorsaxophone der wesentlichen Dunkelheit des Stücks sowohl Tiefe als auch Schattierung verleihen, bevor Ballou die Art von Solo darbiete, die Erinnerungen an Lee Morgan beschwöre, als er in der Band des Posaunisten Grachan Moncur III spielte. Was auch bei „The Dom“ klar werde, sei der Grad, in dem Pavones Kompositionen frei von Klischees ist, so der Autor. Der Nachhall von Thelonious Monk und, genauer gesagt, Herbie Nichols, sei in diesem Fall nie mehr als schwach, als Ballou erneut den Eindruck erweckt, dass er möglicherweise jahrzehntelang in dieser Band und mit dieser Musik gearbeitet habe. In Anbetracht dessen, wie weit Jazz und improvisierte Musik gekommen sei, wäre es eine Selbstverständlichkeit, im Bereich der kleineren Ensembles Neuland zu erschließen, aber Pavone und seine Gruppe tun dies mit Gelassenheit, resümiert Jones. Das Ergebnis sei frisches, belebtes und überzeugendes Musizieren.

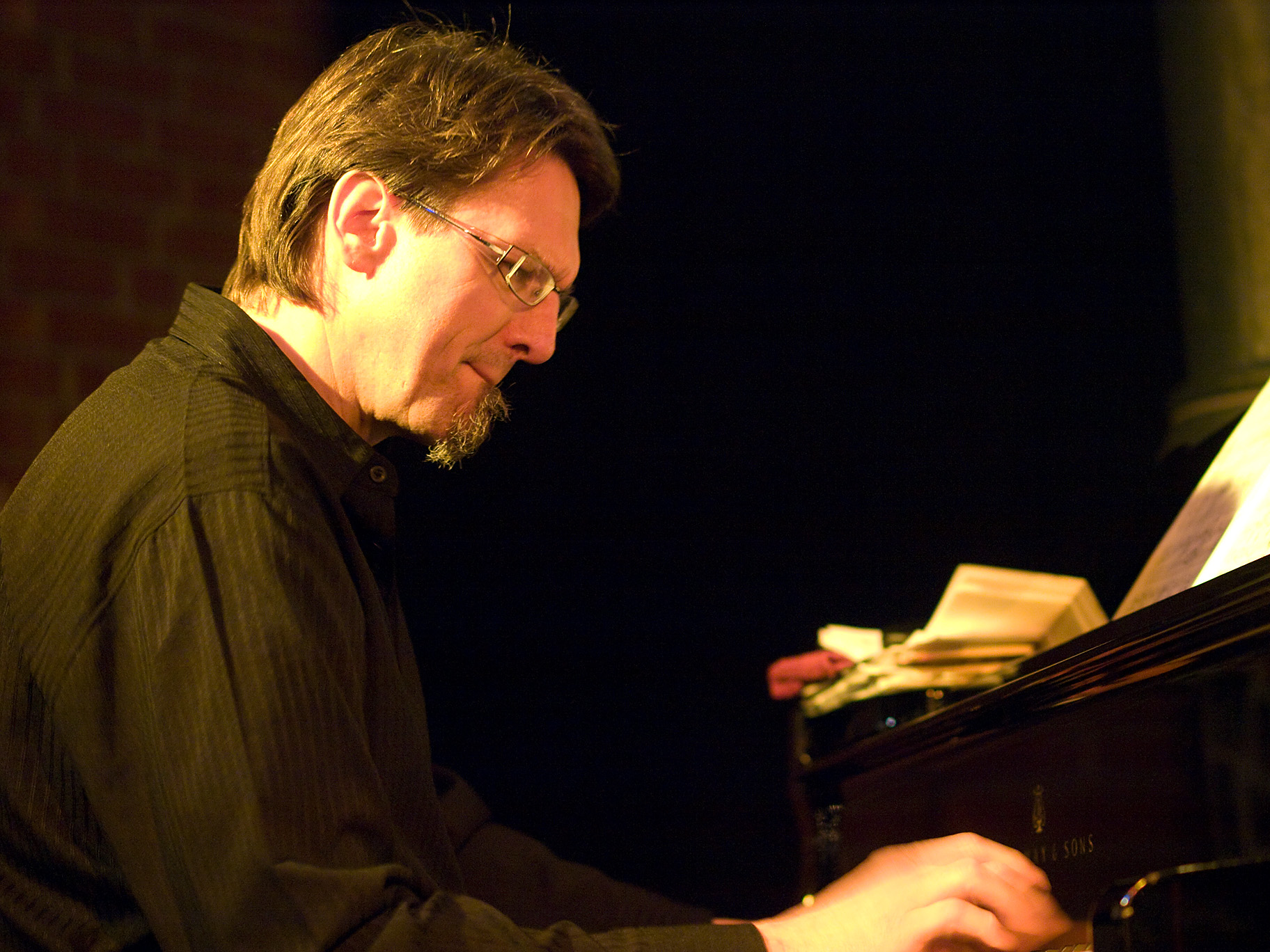
Peter Madsen im Jazzclub Unterfahrt (München 2008)

Lloyd Sachs schrieb in JazzTimes, Mario Pavones Orange Double Tenor Sextett lebe, wie es der Name schon ausdrücke, von dem Doppel der Saxophonisten Tony Malaby und Jimmy Greene. Nach Pavones gefeiertem Quintett von 2008 (Ancestors) würden sie Pavones komplizierten, ordentlich geordneten Freebop-Kompositionen mit ihren starken, abwechslungsreichen Tönen verstärken und erweitern, wobei sie manchmal die Harmonien umrahmen und mitunter gegen harmonische Grenzen stoßen. Es wäre jedoch ein Fehler, den entscheidenden Beitrag des Pianisten Peter Madsen zu übersehen, dessen freie Soli und lyrische Sprünge dieser erdigen Musik ein flüssiges Zentrum verleihen und sich von den kühnen, manchmal brüllenden Basslinien des Bandleaders abheben würden. Madsen spiele die gleiche Rolle des Emporkömmlings wie Jaki Byard und Don Pullen bei Charles Mingus – dessen Einfluss hier nur einen Schatten entfernt sei – und Madsen sei das Ass, das dieses Kartenhaus aufrecht halte.